# Autopista Radial 2
La Autopista Radial 2, R-2 o Autopista del Henares es una autopista de peaje española que recorre el Corredor del Henares entre Madrid y Guadalajara paralela a la Autovía del Nordeste. La concesionaria de la autopista es la Sociedad Estatal de Infraestructuras del Transporte Terrestre (SEITT), organismo dependiente del Ministerio de Transportes, Movilidad y Agenda Urbana.
Empieza en el enlace con la M-40 frente al barrio de Sanchinarro y finaliza en el km 62 de la Autovía del Nordeste (A-2, E-90) junto a la localidad de Taracena. Tiene una longitud de 61 km, con diez enlaces, de los que uno es parcial y nueve son totales. 

## Detalles
La autopista radial R-2 se adjudicó el 4 de noviembre de 2000 y se construyó para descongestionar el tráfico en las entradas y salidas de Madrid. Se inauguró el 6 de octubre de 2003. La concesionaria de la autopista Radial 2 era Henarsa, una colaboración empresarial de Abertis, Acciona, Global Vía y Sacyr.
Tras la quiebra de la sociedad concesionaria Autopista del Henares Concesionaria del Estado, S.A. y el consecuente rescate público, la concesión de la autopista pasó a corresponder en 2018 a la Sociedad Estatal de Infraestructuras del Transporte Terrestre (SEITT), organismo dependiente del Ministerio de Transportes, Movilidad y Agenda Urbana.

## Intensidad de tráfico
La R-2 tuvo un tráfico promedio de 4.915 vehículos al día en 2016. Sin embargo, cuando se construyó, el Ministerio de Transportes, Movilidad y Agenda Urbana anunciaba que la R-2 absorbería el 30% del tráfico total de corredor, cifrado en 100.000 vehículos al día, y daba a entender que ese trasvase sería rápido, aunque no especificaba fechas. No ha sido así y la R-2 solo cuenta con un 25% del tráfico previsto; y, con respecto a la A-2, la radial ha captado menos del 10% de tráfico.
La cifra más alta de intensidad media diaria se alcanzó en 2007, con 11.034 vehículos al día. Desde ese año la autopista acumula un descenso del tráfico de un 55,46%.
La tabla siguiente muestra la evolución de la intensidad media diaria desde su inauguración, según datos publicados por el Ministerio de Fomento:
| Gráfica de evolución de la intensidad media diaria de Autopista Radial 2 entre 2003 y 2019 |
|                                                                                            |
| Intensidad media diaria de vehículos.                                                      |

## Tramos
| Denominación | Tramo                      | Kilómetros | Año servicio |
| ------------ | -------------------------- | ---------- | ------------ |
| R-2          | Madrid M-40 - Taracena A-2 | 62,3       | 2003         |

## Salidas de la R-2

### R-2 interior (M-40 a M-50)
| KM | Elemento | Dirección de Salida (sentido Guadalajara) (Ver de arriba abajo) | Número de Salida | Dirección de Salida (sentido Madrid) (Ver de abajo arriba) | Carretera que enlaza |
| -- | -------- | --------------------------------------------------------------- | ---------------- | ---------------------------------------------------------- | -------------------- |
| 1  |          | Guadalajara - Zaragoza                                          | 1                | Madrid                                                     | M-40                 |
| 3  |          | Aeropuerto de Barajas                                           | 3                | -                                                          | M-12 sur             |
| 5  |          | -                                                               | 5                | Aeropuerto de Barajas                                      | M-12 sur             |
| 7  |          | -                                                               | 7                | La Moraleja - Alcobendas                                   | M-12 M-110           |
| 10 |          | Alcobendas - San Sebastián de los Reyes Guadalajara - Zaragoza  | 10               | Madrid Alcobendas - San Sebastián de los Reyes             | M-50                 |

### R-2 exterior (M-50 a Guadalajara)
|       | Elemento | Dirección de Salida (sentido Guadalajara) (Ver de arriba abajo)           | Número de Salida | Dirección de Salida (sentido Madrid) (Ver de abajo arriba)                | Carretera que enlaza       |
| ----- | -------- | ------------------------------------------------------------------------- | ---------------- | ------------------------------------------------------------------------- | -------------------------- |
| 17    |          | Guadalajara - Zaragoza                                                    | 17               | Madrid San Fernando de Henares - Torrejón de Ardoz                        | M-50                       |
| 24    |          | Alcalá de Henares Daganzo de Arriba                                       | 24               | Alcalá de Henares Daganzo de Arriba                                       | M-100                      |
| 33    |          | Meco                                                                      | 33               | Meco                                                                      | M-116                      |
| 35    |          | Área de Servicio de Meco                                                  | 35               | Área de Servicio de Meco                                                  |                            |
| 36    |          | CASTILLA-LA MANCHA Provincia de Guadalajara                               | -                | Comunidad de Madrid                                                       |                            |
| 44    |          | Cabanillas del Campo - Guadalajara sur Venturada                          | 44               | Cabanillas del Campo - Guadalajara sur Venturada                          | N-320                      |
| Peaje |          |                                                                           |                  |                                                                           |                            |
| 54    |          | Polígono industrial del Henares - Marchamalo Guadalajara norte - Fontanar | 54               | Polígono industrial del Henares - Marchamalo Guadalajara norte - Fontanar | CM-101 Av/ Cristóbal Colón |
| 60,5  |          | Guadalajara - Taracena - Zaragoza Jadraque                                | 60               | Madrid Jadraque                                                           | A-2 E-90 CM-1003           |